# Libero Liberati

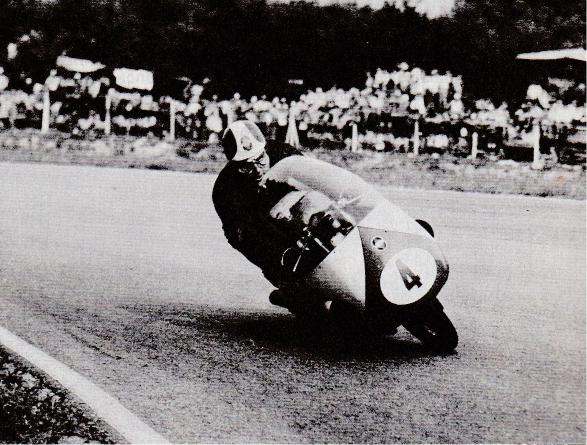
Libero Liberati, Gilera 500 4C, 1957

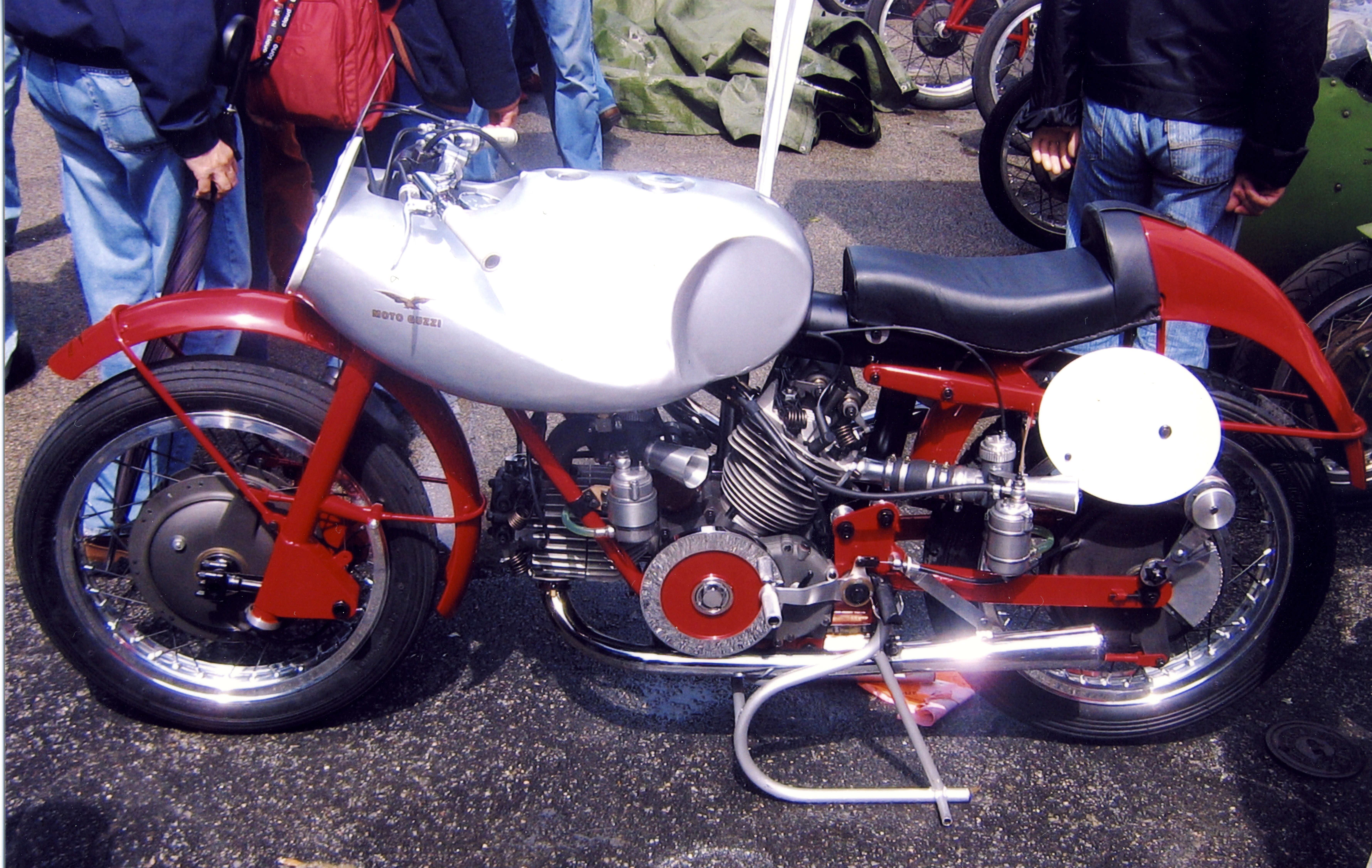
Moto Guzzi Bicilindrica 500

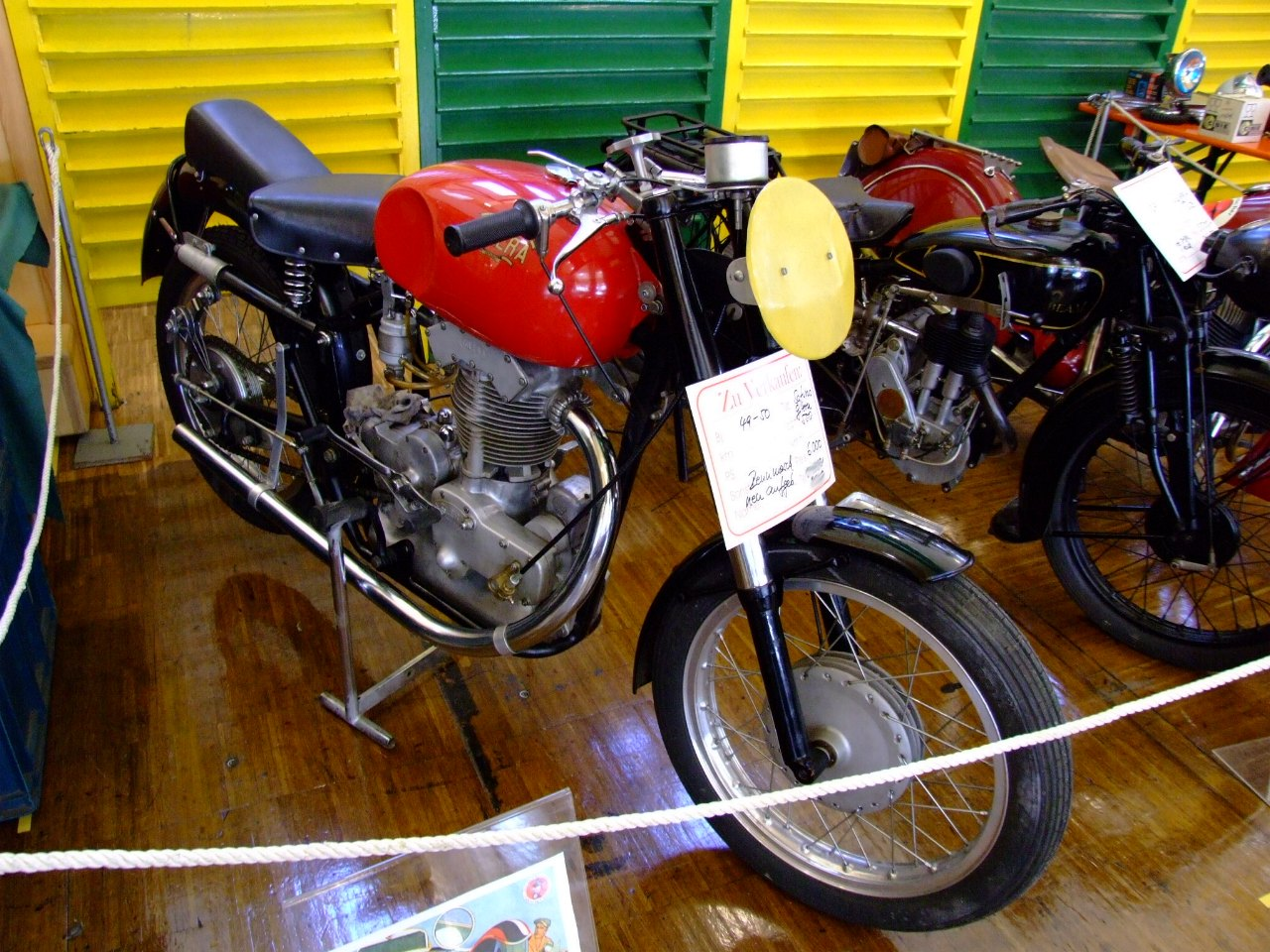
Gilera Saturno

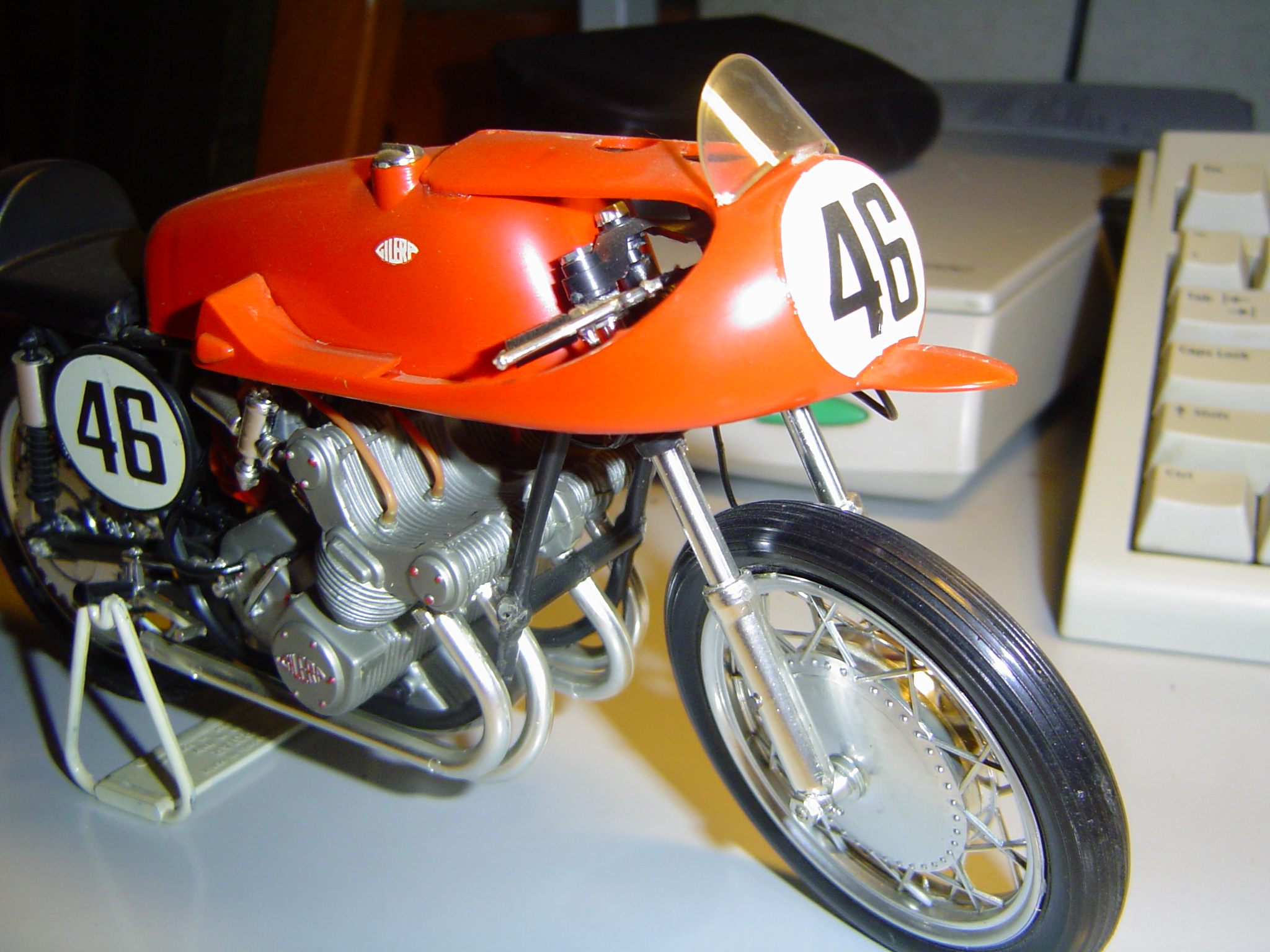
Schaalmodel van de Gilera 500 4C zoals hij in 1954 werd gebruikt

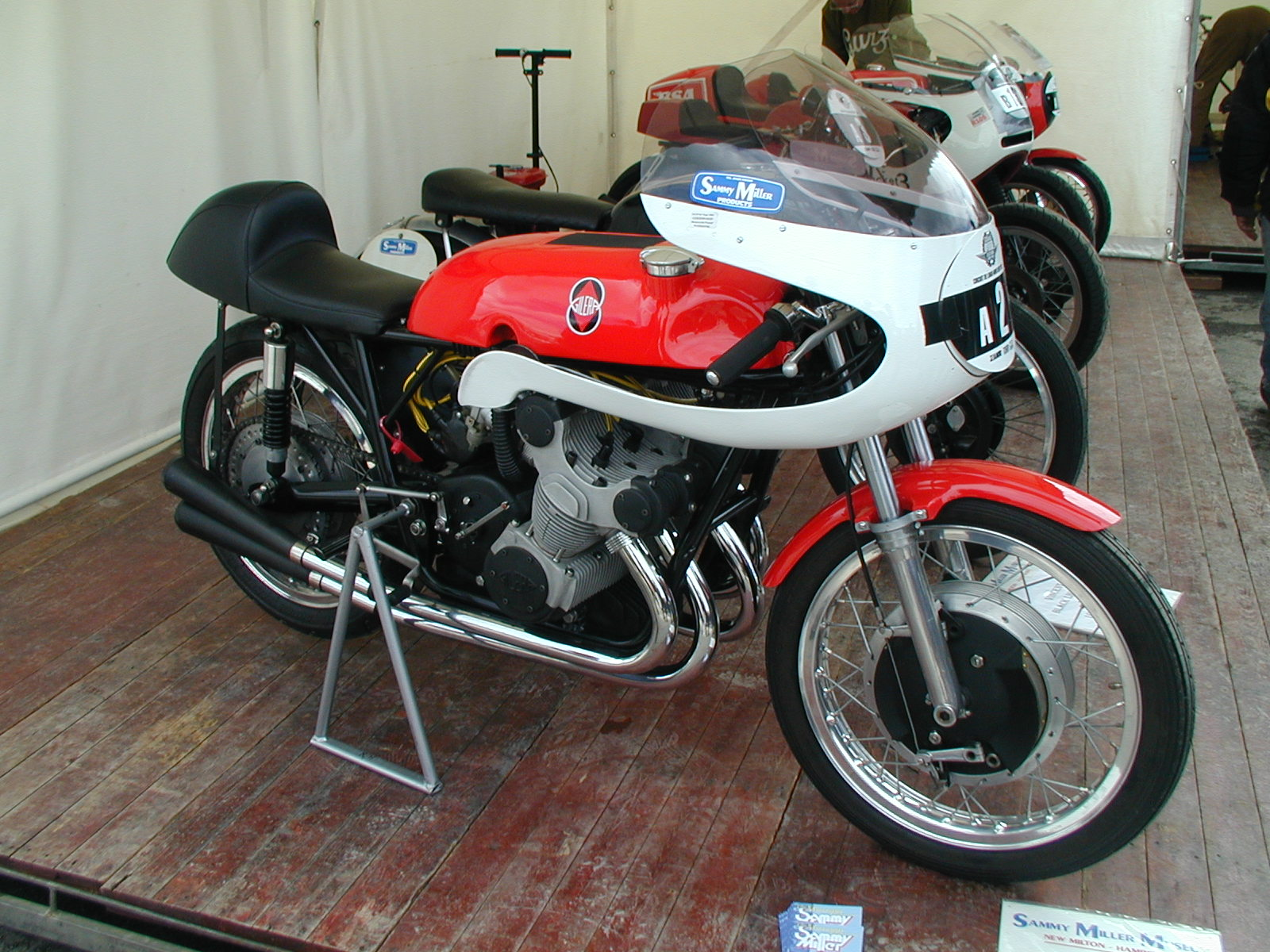
500 4C uit 1957

Libero Liberati (Terni, 20 september 1926 - Terni, 5 maart 1962) was een Italiaans motorcoureur.

## Carrière
In 1948 werd Libero Liberati kampioen van Italië, waardoor hij enige bekendheid verkreeg. In 1950 werd hij door Moto Guzzi gevraagd om in de Grand Prix des Nations op Monza met de 500 cc Moto Guzzi Bicilindrica 500 te rijden. Deze motorfiets was echter al verouderd, de basis was al in 1931 gelegd. Liberati kon er dan ook geen punten mee scoren: hij werd slechts 22e. 
In  1951' werd hij met een Gilera Saturno 7e in de Grand Prix op Monza, maar in 1952 reed hij al een bijna volledig seizoen met deze machine. Hij viel steeds net buiten de punten en eindigde als 20e in het wereldkampioenschap 500 cc. 
In 1953 sloeg hij bijna het hele seizoen over, maar in Monza werd hij met een Gilera derde. Mogelijk had hij toen de beschikking over de viercilinder Gilera 500 4C fabrieksracer van Alfredo Milani, die niet aan de start kwam. Liberati startte in elk geval ook in de Grand Prix van Spanje, waar Milani ook niet verscheen, maar viel uit. In het wereldkampioenschap werd hij 12e. In 1954 viel hij met zijn Saturno uit in Monza, de enige WK-race waarin hij startte. 
In 1955 werd hij opgenomen in het fabrieksteam van Gilera, als vervanger van Umberto Masetti die was overgestapt naar het team van MV Agusta. Net als Masetti moest Liberati echter tweede viool spelen omdat de belangrijkste coureurs van het team Geoff Duke en Reg Armstrong waren. Bovendien had Gilera in Giuseppe Colnago al een Italiaanse coureur. Liberati kwam dan ook alleen aan de start in de Franse Grand Prix, waar hij 2e werd, en in Monza, waar hij uitviel. Hij werd wel Italiaans 500 cc-kampioen met de viercilinder Gilera, maar in het wereldkampioenschap werd hij slechts 9e. 
In 1956 waren de Gilera-coureurs die in 1955 bij de TT van Assen waren geweest geschorst. Ze hadden zich daar opgeworpen als spreekbuis voor de privérijders die ontevreden waren over de organisatie en de startgelden, wat de TT-organisatie en de FIM in het verkeerde keelgat was geschoten. Gilera kwam dan ook pas in de Grand Prix van België weer aan de start, maar Liberati kreeg pas een start in Monza, waar hij 2e werd. Opmerkelijk genoeg kreeg Liberati hier de machine die in de trainingen het snelste was gebleken, tot woede van Geoff Duke, die getergd aan de start kwam en de race desondanks won. In het wereldkampioenschap werd Libero Liberati opnieuw 9e, maar hij werd wel weer Italiaans kampioen. In dit jaar verscheen (in de laatste Grand Prix) ook de nieuwe Gilera 350 4C aan de start. Die machine, een verkleinde uitvoering van de 500, was eigenlijk te zwaar omdat hij hetzelfde rijwielgedeelte had, maar Libero Liberati won er toch mee. Daardoor werd hij in het 350 cc wereldkampioenschap 7e.
Geoff Duke was tijdens de Ulster Grand Prix van 1956 geblesseerd geraakt en viel tijdens een internationale race in Imola opnieuw, waardoor hij zijn oog verwondde en de eerder opgelopen blessures verergerde. Hij miste daardoor een groot deel van het seizoen 1957. Gilera had echter al versterking gezocht door het aantrekken van Bob McIntyre, waardoor het er naar uitzag dat de Italiaanse coureurs opnieuw op het tweede plan zouden komen. Tijdens de openingsrace in Duitsland versloeg Liberati McIntyre echter door de race te winnen. Liberati werd echter niet naar de Senior TT op het eiland Man gezonden. Giuseppe Gilera vertrouwde daar altijd op de coureurs die ervaring hadden op de Mountain Course, die 60 kilometer lang was  en daardoor bijna niet te verkennen viel. Nu Geoff Duke nog niet hersteld was nam men op advies van Bob McIntyre de Australiër Bob Brown mee. Die had in 1955  aan de Senior TT en de Junior TT deelgenomen. McIntyre won de Senior TT, Brown werd achter John Surtees (MV Agusta) derde. In de TT van Assen viel McIntyre toen hij na een bougiewissel een inhaalrace moest rijden. De race werd gewonnen door Surtees, maar Libero Liberati werd tweede. In België nam teamleider Roberto Persi een chauvinistische beslissing die slecht uitpakte. De motor van Liberati wilde niet starten en hij overlegde met de raceleiding om Liberati met de motor van Brown te laten starten. Met die motor én het startnummer van Brown won Liberati, maar na protesten van MV Agusta en Norton werd hij alsnog gediskwalificeerd. Brown kon uiteraard niet rijden, maar McIntyre ook niet omdat hij nog last had van een nekblessure na zijn val in Assen. Jack Brett (Norton) werd tot winnaar verklaard. In Ulster won Liberati vóór McIntyre en de herstelde Geoff Duke nadat Surtees was uitgevallen. In de laatste race op Monza verving Alfredo Milani de zieke Bob McIntyre. Liberati won opnieuw, Duke werd tweede en Milani derde. Gilera won de constructeurstitel en Liberati werd 500 cc wereldkampioen. Met de Gilera 350 4C won Liberati ook de openingsrace in Duitsland, maar daarbij had hij wat geluk nodig: door de hevige regen waren veel concurrenten gevallen. Hij mocht niet mee naar het eiland Man, waar McIntyre met de Gilera won. De machine was toen al verbeterd en een stuk lichter geworden. Daarna won Keith Campbell met zijn verbeterde Moto Guzzi Monocilindrica 350 drie races op rij. Doordat McIntyre de laatste race op Monza won eindigde hij als 2e in het kampioenschap achter Campbell, terwijl Liberati 3e werd.

## Het einde van Gilera
Sommige bronnen maken melding van onenigheid tussen Libero Liberati en Gilera waardoor de samenwerking na 1957 beëindigd werd. Gilera had een aantal problemen waardoor men in september 1957 besloot te stoppen met wegraces: Ferruccio Gilera, zoon van oprichter Giuseppe Gilera, had de race-afdeling in 1956 overgenomen maar was plotseling aan een tropische ziekte overleden. Daardoor moest de bijna 70 jaar oude Giuseppe het bedrijf alsnog verder leiden. Door het ontbreken van buitenlandse concurrentie  (Norton, AJS, Matchless en BMW kwamen er al jaren niet meer aan te pas) werden de goede resultaten van Gilera gebagatelliseerd. De verkopen vielen zelfs tegen en het bedrijf stond aan de rand van het faillissement. Daar kwam nog bij dat de beste ontwikkelingsingenieurs door de race-afdeling werden ingezet en geen tijd hadden om goede motorfietsen voor de klanten te ontwikkelen. 

## Privérijder
In 1959 verscheen Libero Liberati als privérijder op de circuits met 250- en 350 cc Moto Morini's en in de jaren daarna reed hij nog in de Italiaanse competities voor Senioren en Internationalen, onder andere met zijn oude Gilera Saturno, Nortons en met de 500 cc Bianchi die hij leende van Ernesto Brambilla. 
Op 5 maart 1962 verongelukte Liberati tijdens een testrit met een Gilera Saturno.
Naar hem is in 1993 een planetoïde genoemd ((6417) Liberati), ontdekt door Antonio Vagnozzi.

## Wereldkampioenschap wegrace resultaten
(Races in vet zijn pole-positions; races in cursief geven de snelste ronde aan)
| Jaar | Klasse | Motorfiets                  | 1     | 2     | 3     | 4     | 5     | 6      | 7     | 8       | 9       | Punten | Plaats | Overwinningen |
| ---- | ------ | --------------------------- | ----- | ----- | ----- | ----- | ----- | ------ | ----- | ------- | ------- | ------ | ------ | ------------- |
| 1950 | 500 cc | Moto Guzzi Bicilindrica 500 | IOM - | BEL - | NED - | ZWI - | ULS - | NAT 22 |       |         |         | 0      | —      | 0             |
| 1951 | 500 cc | Gilera Saturno              | SPA - | ZWI - | IOM - | BEL - | NED - | FRA -  | ULS - | NAT 7   |         | 0      | —      | 0             |
| 1952 | 500 cc | Gilera Saturno              | ZWI 7 | IOM - | NED 8 | BEL - | DUI - | ULS -  | NAT 8 | SPA 16  |         | 0      | —      | 0             |
| 1953 | 500 cc | Gilera 500 4C               | IOM - | NED - | BEL - | DUI - | FRA - | ULS -  | ZWI - | NAT 3   | SPA DNF | 4      | 12e    | 0             |
| 1954 | 500 cc | Gilera Saturno              | FRA - | IOM - | ULS - | BEL - | NED - | DUI -  | ZWI - | NAT DNF | SPA -   | 0      | -      | 0             |
| 1955 | 500 cc | Gilera 500 4C               | SPA - | FRA 2 | IOM - | DUI - | BEL - | NED -  | ULS - | NAT DNF |         | 6      | 7e     | 0             |
| 1956 | 350 cc | Gilera 350 4C               | IOM - | NED - | BEL - | DUI - | ULS - | NAT 1  |       |         |         | 8      | 7e     | 1             |
| 1956 | 500 cc | Gilera 500 4C               | IOM - | NED - | BEL - | DUI - | ULS - | NAT 2  |       |         |         | 6      | 8e     | 0             |
| 1957 | 350 cc | Gilera 350 4C               | DUI 1 | IOM - | NED 3 | BEL 2 | ULS 3 | NAT 3  |       |         |         | 22     | 2e     | 1             |
| 1957 | 500 cc | Gilera 500 4C               | DUI 1 | IOM - | NED 2 | BEL 1 | ULS 1 | NAT 1  |       |         |         | 32     | 1e     | 4             |
| 1959 | 250 cc | Moto Morini 250 GP          | IOM - | DUI 4 | NED - | BEL - | ZWE - | ULS -  | NAT - |         |         | 3      | 12e    | 0             |